# Pentalaminaceae
Pentalaminaceae é uma família de microalgas marinhas da ordem Parmales da classe Bolidophyceae, com distribuição cosmopolita nos oceanos e mares. Caracterizam-se por apresentarem uma parede celular composto por 5 placas de sílica interligadas.

## Descrição
São microalgas com parede celular siliciosa.

## Taxonomia e sistemática
O clado Parmales foi inicialmente colocado entre as Chrysophyceae, mas estudos de genética molecular realizados em 2016 mostram que o grupo pertence às Bolidophyceae. Com a sua presente circunscrição taxonómica a família Pentalaminaceae integra:
- Classe Bolidophyceae Guillou & Chretiennot-Dinet 1999[5]
  - Ordem Parmales Booth & Marchant 1987
    - Família Pentalaminaceae Marchant 1987
      - Género Pentalamina Marchant 1987
        - Pentalamina corona Marchant 1987